# 伊予富田站
伊予富田站（日语：／ Iyotomita eki */?）是位在日本愛媛縣今治市、隸屬於四國旅客鐵道（JR四國）的鐵路車站。車站編號為Y39，只停靠普通列車。
由於日本國鐵時代，已於三重縣的關西本線和栃木縣的両毛線皆設有富田站，本站因此加入舊令制國名稱「伊予」以作識別。而在四國島內亦有另一個稱為「富田站」—位於德島縣牟岐線的阿波富田站，但開業日期則遲至1986年尾。

## 車站結構
設有單層木製站舍1座，屬於較小規模的站舍。內設有原站務室、候車大堂及站內洗手間，無人化後，車票業務改由附近的小屋委託出售，原來的站務室則已封鎖，改為儲物室，也沒有加設自動售票機。
設有不對稱側式月台2座，有效長度為6輛，月台之間以行人天橋連接，其中1號月台為避線路軌，是大部份上、下行普通列車停靠時使用；2號月台為主軌道，主要供特急列車通過，或是上下行普通列車同時交換時才使用，在月台中央設有1座規模較大的開放式候車室，牆上仍然保留國鐵時代的舊式黑底站牌。
而1號月台向今治站方向另設有側軌一條，為保線用路軌，末端連接車庫。

### 月台配置
| 月台 | 路線    | 方向 | 目的地                     |
| ---- | ------- | ---- | -------------------------- |
| 1、2 | ■予讚線 | 下行 | 今治、松山、伊予市方向     |
| 1、2 | ■予讚線 | 上行 | 伊予西條、觀音寺、高松方向 |

## 歷史
- 1924年2月11日：開業。
- 1987年4月1日：日本國鐵分割民營化，車站經營權由JR四國繼承。

## 相鄰車站
四國旅客鐵道（JR四國）
■予讚線
伊予櫻井（Y38）－伊予富田（Y39）－今治（Y40）